# Cáca
Cáca (románul: Țațu) falu Romániában, a Bánságban, Krassó-Szörény megyében.

## Fekvése
Bogoltény (Bogâltin) mellett fekvő település

## Története
Cáca (Ţaţu) korábban Bogoltény (Bogâltin) része volt. 1956 körül vált külön településsé 71 lakossal.
1966-ban 75, 1977-ben 76, 1992-ben 52 román lakosa volt.